# Menjou-Bärtchen

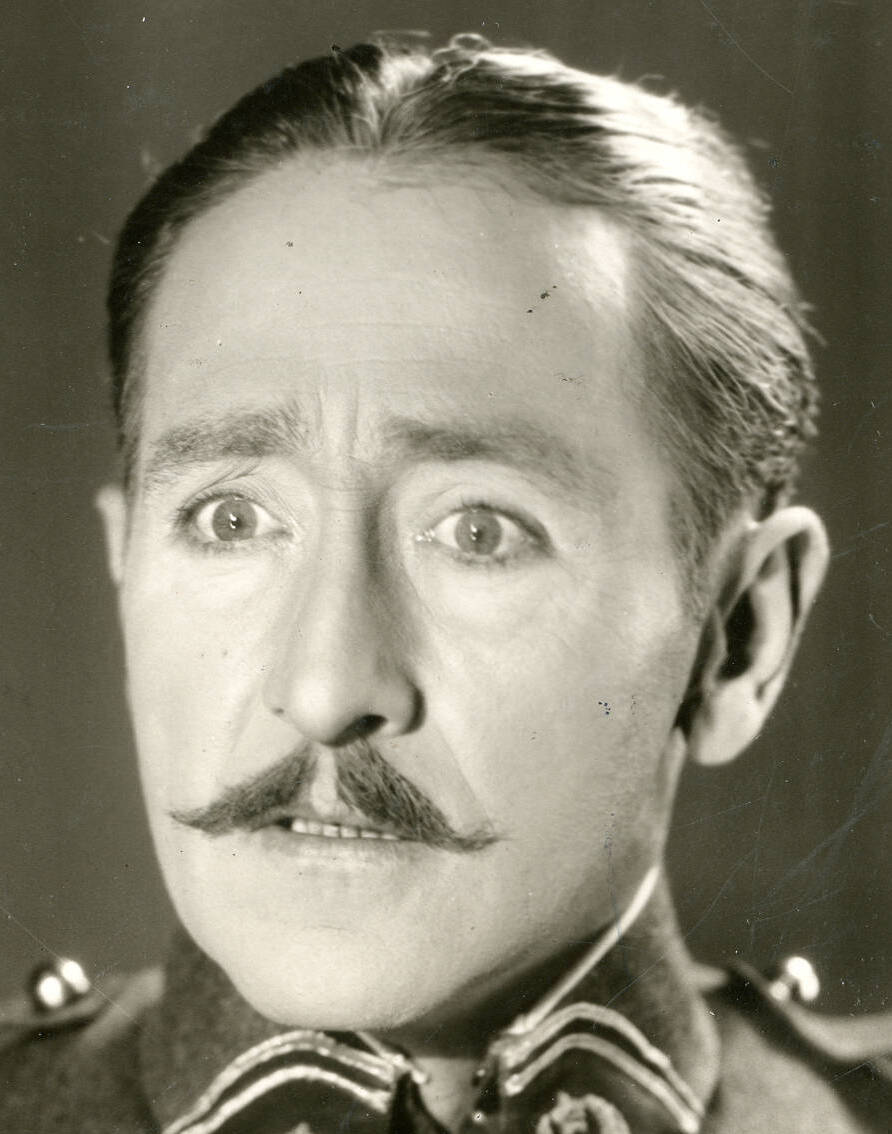
Adolphe Menjou 1928

Das Menjou-Bärtchen ist ein Oberlippenbart, der in den frühen 1910er Jahren aufkam und seine Blütezeit in den 1920er und 1930er Jahren hatte.

## Bezeichnung
Das Menjou-Bärtchen erhielt seine Bezeichnung in Anlehnung an den US-amerikanischen Schauspieler Adolphe Menjou, der es seinerzeit populär machte.

## Form
Die Form ist gekennzeichnet durch ein ausrasiertes Philtrum, das in zwei Dreiecke mit geraden Schnittkanten abgeteilt ist. Die Oberseiten des Bartes fallen nach außen ab und die untere Schnittkante verläuft nahezu waagerecht. Die äußeren Enden sind leicht nach oben gezwirbelt. Die Höhe des Menjou-Bärtchens liegt zwischen sehr schmal, wie beispielsweise zeitweise von Salvador Dalí getragen, bis mittelbreit und überragt die Lippen nicht.